# Ferden
Ferden é uma comuna da Suíça, no Cantão Valais, com cerca de 260 habitantes. Estende-se por uma área de 27,89 km², de densidade populacional de 9,3 hab/km².  Confina com as seguintes comunas: Erschmatt, Gampel, Guttet-Feschel, Kandersteg (BE), Kippel, Leukerbad, Niedergesteln, Steg. 
A língua oficial nesta comuna é o Alemão.